# ノース・ロナルドセー島

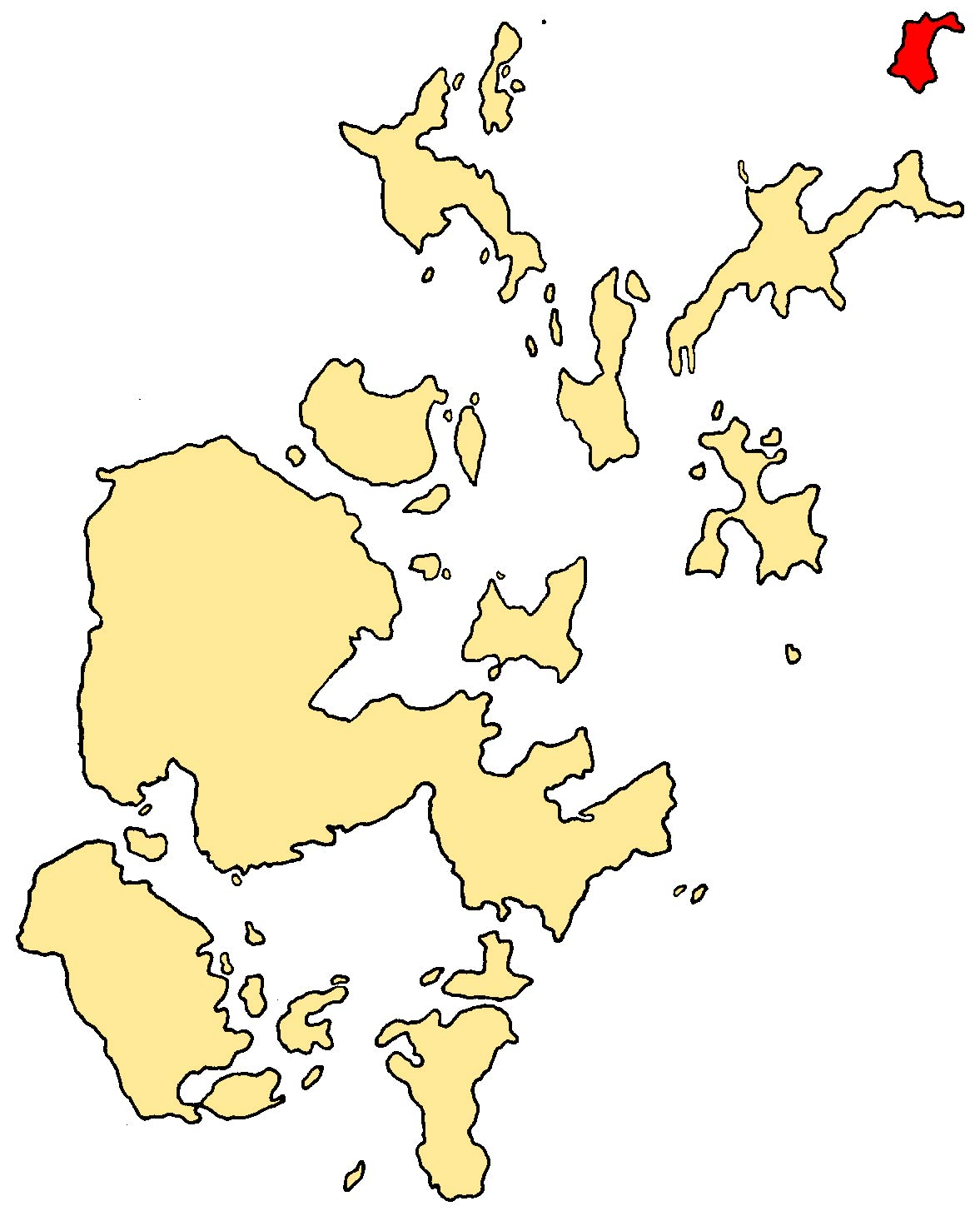
ノース・ロナルドセー島の位置

ノース・ロナルドセー島 （North Ronaldsay、古ノルド語:Rínansey/Rínarsey）は、スコットランド、オークニー諸島北端の島。最も近いサンデー島からおよそ4km離れている。人口70人（2001年）。メインランド島からの飛行機か、週1回のフェリー便で島へ行くことが可能である。小規模農業と、牧畜、観光が主産業である。島には、あちこちに生け垣がある。海藻をエサとする島原産の羊、ノース・ロナルドセー種を飼うためである。